# Henry Kirke Brown

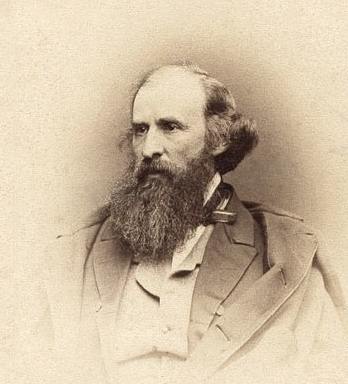
Henry Kirke Brown omkring 1870

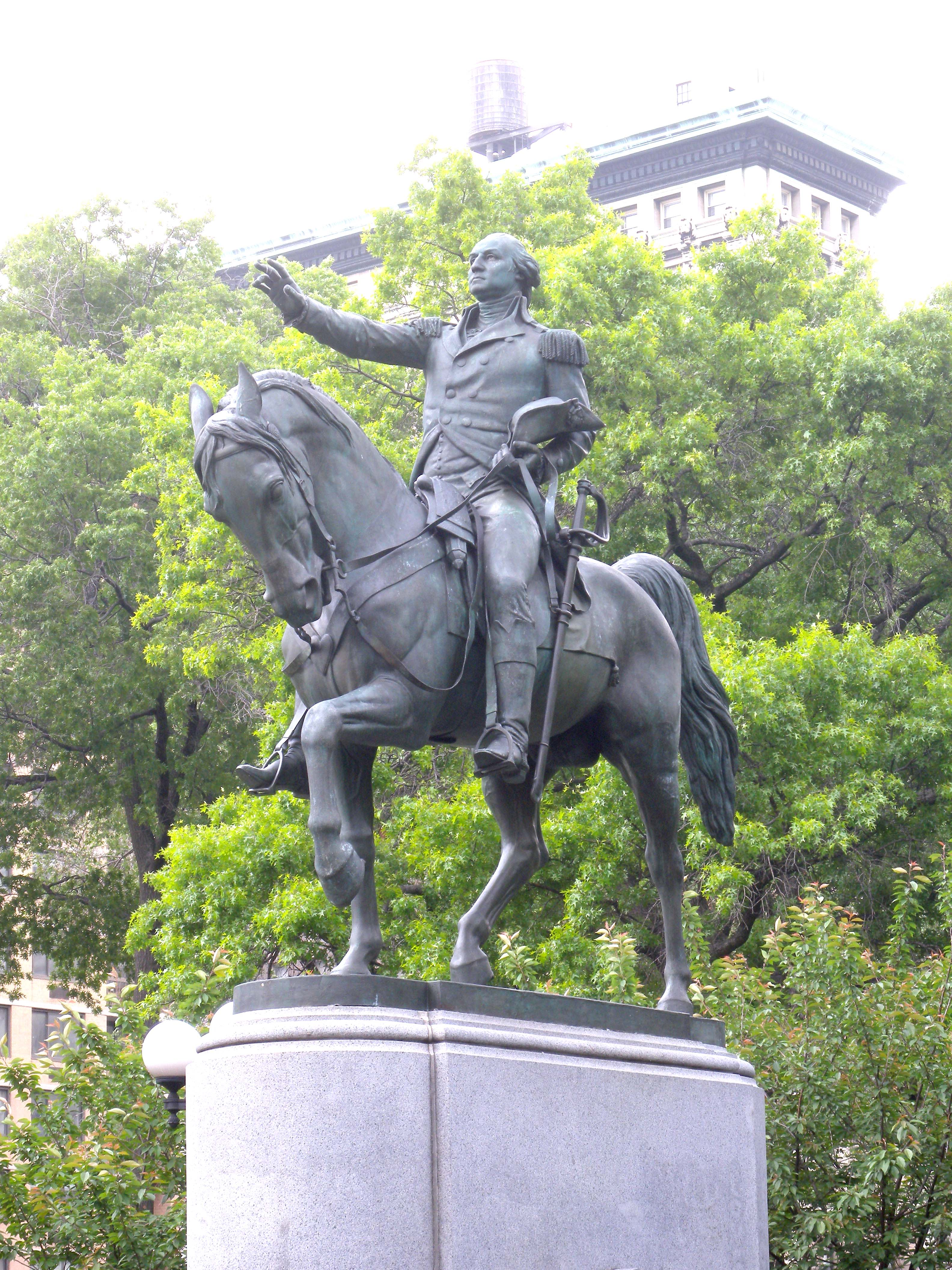
George Washington på Union Square i New York

Henry Kirke Brown, född 24 februari 1814 i Leyden i Massachusetts, död 10 juli 1886, var en amerikansk bildhuggare.
Henry Kirke Brown reste 1842 till Italien, där han uppehöll sig i fyra år, och slog sig därefter ned i Brooklyn.  Bland hans arbeten kan nämnas marmorstatyn Hoppet samt Washingtons kolossala bronsstaty i New York. Brown sägs vara den förste som göt en bronsstaty i USA.